# Kaiser Josef II.
Kaiser Josef II. è un cortometraggio muto del 1912 diretto da J.H. Groß e Graf Alexander Kolowrat.

## Produzione
Prodotto dalla Sascha-Film, fu uno delle prime pellicole prodotti dalla compagnia che era stata fondata dal conte Alexander Kolowrat. Kolowrat ne firmò anche la regia insieme a J.H. Groß. Il film venne girato nella Bassa Austria, a Klosterneuburg e l'unico nome del cast conosciuto è quello dell'attrice del Bürgertheater Else Heller che aveva già recitato nel 1911 in Der Müller und sein Kind.